# ليبه (أرض)
إمارة ليبه (بالألمانية: Fürstentum Lippe) إمارة ألمانية. أنشأت في عام 1789 من خلال ترقية كونتية ليبه إلى إمارة إمبراطورية.
كانت إمارة ليبه في البداية ضمن إقليم دائرة الراين الأسفل وستفاليا في الإمبراطورية الرومانية المقدسة. نجت من انهيار الإمبراطورية في اتحاد الراين لفترة قصيرة، تواجدت في القرن التاسع عشر ضمن دول الاتحاد الألماني والإمبراطورية الألماني، وفي عام 1919 صارت ولاية ليبه الحرة.